# 美國墮胎

美國人工流產的合法性，以最後一次月經（LMP）開始後的星期計算
非法
合法或法律上不明確但沒有提供者
檢測到胚胎心臟細胞活動後為非法
12週後非法
15週後非法（第一三月期）
18週後非法
20週後非法
22週（5個月）後非法
胎兒可在子宮外獨立生存（又稱胎兒獨立存活，fetal viability）為非法（≈ 23週LMP）
24週後非法 (5½ 月)
妊娠晚期非法
無妊娠限制
以下情況墮胎為合法，並無妊娠限制：在所有州份（除田納西州外），母親生命處於危險之中；在大多數州，出現嚴重的醫療併發症； 在三個州（阿肯色州、密歇根州、猶他州），因強姦或強姦和亂倫而懷孕。

美國各州對墮胎的限制各不相同。堕胎是美国社会、文化和政治中一个极具争议性的議题。從1900年以来，各个州都在实施各自的反堕胎法。自1976年，共和党普遍寻求根据孕婦的怀孕阶段，而限制其堕胎，甚至将堕胎定为犯罪；而民主党则普遍認為有必要捍卫堕胎權，并让國民更容易避孕。
在1973至2022年间，最高法院对羅訴韦德案和多伊訴博頓案的判決使美国全国范围内堕胎合法。
堕胎比例持續下跌，由1980年的每1000名育齡婦女中有30人墮胎，持续下降到2018年每1000名妇女中11.3人堕胎。  2018年，77.7%的流产发生在妊娠9周或以下，92.2%的流产发生在妊娠13周或以下。 在统计上，增加获得节育的机会与堕胎率的降低有关。 

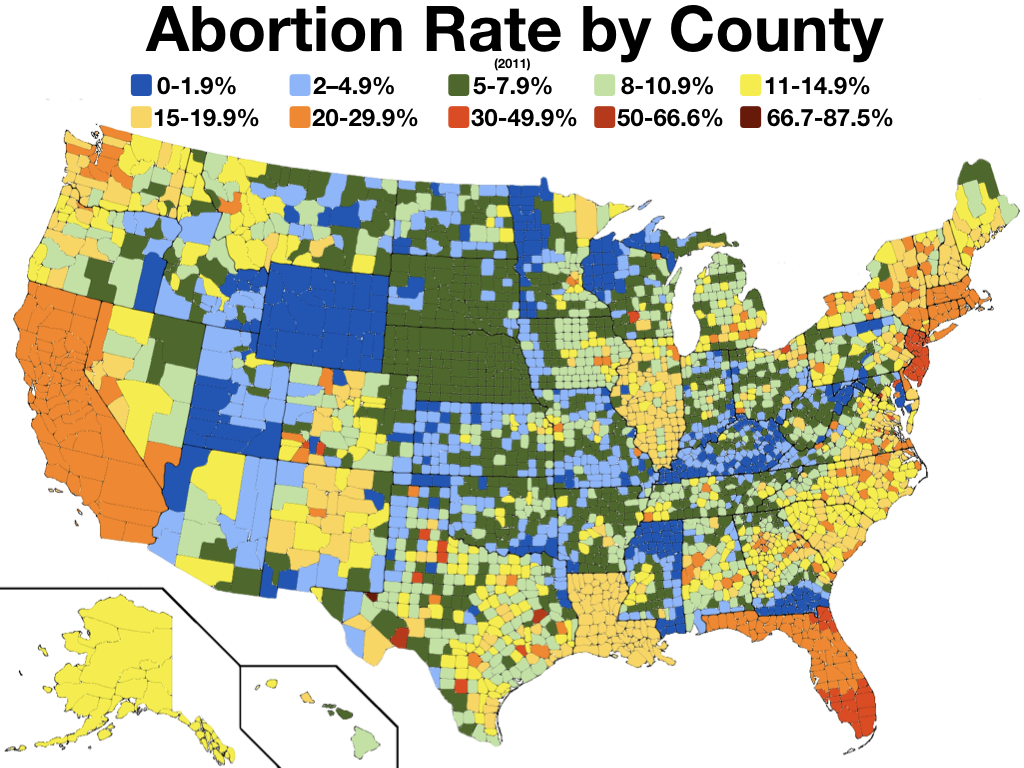
2011年美國各地墮胎率

至今，墮胎仍是美國一項極其爭議和敏感的議題。支持墮胎方（「支持選擇」）通常認為，女性有权选择是否继续怀孕；反對墮胎方（「支持生命」）則认为，胎儿有生存权，尽管大多数发现美国人同意双方的某些立场。 根據一項於2022年所做的研究發現，美国43.8%的人一貫支持墮胎，而只有14.8%的人一貫反對墮胎，其他美国人則对堕胎的支持的程度不同，具体取决于关于堕胎的情况。 当妇女的健康受到威胁时，90%的人赞成堕胎；当怀孕可能导致婴儿出现缺陷的可能性很大时，赞成堕胎的人为77.4%；当婦女因姦成孕時，赞成墮胎的比例為79.5%。 研究發現，是否支持墮胎取決於該人的年龄、宗教信仰等，若其支持保守主义和性别歧视，則會對墮胎持反對意見。自罗诉韋德案以来，美国支持墮胎的比率正逐渐增加。 
2022年6月24日，美国最高法院在多布斯诉杰克逊妇女健康组织案一案中裁定堕胎不属于美国宪法保护的权利，並推翻了羅訴韋德案的判決。各州可自行决定容许或限制妇女堕胎。隨即俄亥俄州规定禁止婦女在怀孕六周之后堕胎。得克萨斯州同样通過了一項墮胎禁令。谷歌将自动清除美國用戶访问過的堕胎诊所的信息。美国密西西比州關閉最后一家堕胎诊所。2023年3月17日，怀俄明州宣佈禁止使用墮胎藥，該州因此成为美国第一个禁止使用堕胎药的州。4月7日，得克萨斯州联邦法官表示，将暂停美國食品药品监督管理局对口服堕胎药米非司酮20年的销售批准。

## 目前法律地位

羅訴韦德案之前美国的堕胎法
不合法
危及孕婦安全時合法
強姦成孕時合法
危及孕婦健康時合法
強姦成孕、亂倫、危及婦女健康，或可能損害胎兒並造成危險的情況下合法
合法

自1973年美国最高法院就羅訴韦德案裁決以來，婦女的墮胎權獲得承認，並受到憲法保護。不過，各州仍對墮胎實施不同程度的限制，而各州已通过法律限制晚期堕胎，要求未成年人須通知父母，并要求在手术前向患者講解有關堕胎风险的信息。 
未成年人和堕胎问题在州一级受到监管，有37个州要求父母以「父母同意」或「父母通知」的形式参与其中。在某些情况下，父母的限制可以被法庭推翻。 常见的堕胎规定包括強制等待期、强制超声波检查和脚本化咨询。保守的南方各州的堕胎法通常比美国其他地区更严格。

2022年美國各地對墮胎的限制

2019年，纽约通过了《生殖健康法》（RHA），该法案废除了一项禁止妊娠晚期堕胎的规定，有關條文規定除非继续妊娠會危及孕妇的生命，否則禁止墮胎。  

## 统计数据
由于堕胎报告不是强制性的，因此统计数据的可靠性各不相同。疾病控制中心(CDC) 和古特馬赫研究所 都会定期汇总这些统计数据。

### 堕胎的原因
1998年的一项研究發現，在1987年至1988年期间，女性选择堕胎的主要原因如下：  
| 百分比 | 选择堕胎的主要原因                   |
| ------ | ------------------------------------ |
| 25.5%  | 欲推遲生育                           |
| 21.3%  | 无法负担婴儿支出                     |
| 14.1%  | 伴侶關係出現問題；伴侶對生育並無意欲 |
| 12.2%  | 過於年輕；家人反對懷孕               |
| 10.8%  | 擾亂教育和事業發展                   |
| 7.9%   | 不想要（更多）孩子                   |
| 3.3%   | 胎儿健康风险                         |
| 2.8%   | 孕产妇健康风险                       |
| 2.1%   | 其他                                 |

根据1987年的一项研究，收集了有关晚期流产（即「妊娠 16 周或更长时间」的流产）的具体数据， 並發現有多种原因，导致孕婦晚期墮胎，包括：
| 百分比 女性 | 导致晚期流产的原因                   |
| ----------- | ------------------------------------ |
| 71%         | 未有意識到自己已經懷孕，或者誤判妊娠 |
| 48%         | 發現難以安排提前墮胎                 |
| 33%         | 害怕告訴伴侶或父母                   |
| 24%         | 花時間以決定是否墮胎                 |
| 8%          | 決定須時                             |
| 8%          | 有人於懷孕初期初期向游說孕婦不要墮胎 |
| 6%          | 懷孕後發現一些變化                   |
| 6%          | 並不知道墮胎時機的重要性             |
| 5%          | 並不知道可以墮胎                     |
| 2%          | 怀孕后期诊断出胎儿问题               |
| 11%         | 其他                                 |

## 舆论

美國人就「支持生命（pro-life）」或「支持選擇（pro-choice）」的趨勢百分比

美國人對墮胎仍存分歧。據2018年5月的一項盖洛普的民意调查显示，48%的美国人認為自己「支持选择」，48%認為自己「支持生命」。  2018年7月的一项民意调查显示，64%的美国人不希望最高法院推翻羅訴韋德案，而28%的人則希望能夠推翻。 同一项民意调查发现，对在懷孕早期堕胎的支持率为60%，於懷孕中期墮胎的支持比例下降到28%，在懷孕晚期墮胎則下降到13%。 

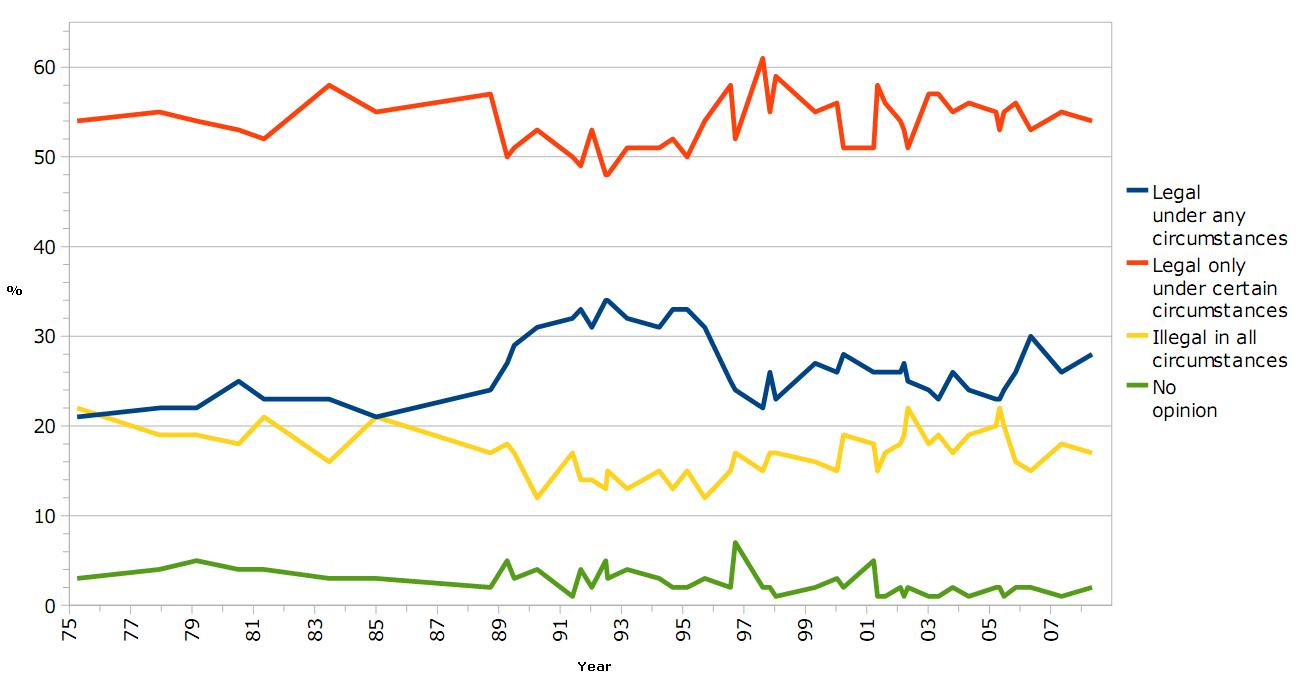
對「墮胎的法律限制」之看法 - 自1975年以來美國蓋洛普民意調查結果

2022年5月3日，美國新聞網站Politico取得由最高法院大法官阿利托，在二月撰寫的裁決多數意見第一版初稿，顯示阿利托聯同另外四名保守派法官，均支持一定要推翻最高法院有關墮胎權作出的指標裁決，包括1973年的羅訴韋德案和1992年的「計劃生育聯盟訴凱西案」，當時裁定婦女墮胎權受憲法保障，各州可監管墮胎，但不能立法限制孕期未達24周的婦女墮胎。有意見認為已經沿用多年的羅訴韋德案裁決，從一開始已經是錯，因為憲法並無提及墮胎權，又認為裁決引發很多傷害，非但沒有平息爭議，反而加深了分歧。這份洩漏的意見初稿已在美國社會引起震動。大批支持合法墮胎人士去到最高法院外示威，民主黨指責如果屬實，將是美國現代史上最具破壞力的決定，前國務卿希拉里亦批評是對婦女尊嚴和權利的一次直接攻擊。

## 參與文獻
1. ↑  在第5-6週最後一次月經（LMP），植入後2-3週
2. ↑  在部分州份定義為從估計受精後20 週
3. ↑  定義各有不同，介乎27或28週最後一次月經（LMP）後；麻省：植入24週後，≈ 27 週LMP
4. ↑  Wilson, Joshua C. . Publius: The Journal of Federalism. 2020, 50 (3): 370–397. doi:10.1093/publius/pjaa015 （英语）.
5. 1 2  Kortsmit, K; Jatlaoui, TC; Mandel, MG. . MMWR. Surveillance Summaries (Centers for Disease Control and Prevention). 2020, 69 (7): 1–29  [July 9, 2021]. PMC 7713711 . PMID 33237897. doi:10.15585/mmwr.ss6907a1.
6. ↑  Saad, Lydia. . Gallup.com. August 8, 2011  [August 8, 2013]. （原始内容存档于2017-08-30）.
7. 1 2 3  Osborne, Danny; Huang, Yanshu; Overall, Nickola C.; Sutton, Robbie M.; Petterson, Aino; Douglas, Karen M.; Davies, Paul G.; Sibley, Chris G. . Political Psychology. 2022  [2022-05-03]. ISSN 0162-895X. doi:10.1111/pops.12803. （原始内容存档于2022-07-06） （英语）.
8. ↑  .   [2022-06-25]. （原始内容存档于2022-07-07）.
9. ↑  .   [2022-07-03]. （原始内容存档于2022-07-07）.
10. ↑  .   [2022-07-03]. （原始内容存档于2022-07-06）.
11. ↑  .   [2022-07-06]. （原始内容存档于2022-07-07）.
12. ↑  .   [2022-07-06]. （原始内容存档于2022-07-06）.
13. ↑  . RFI - 法国国际广播电台. 2023-03-18  [2023-04-08]. （原始内容存档于2023-04-11） （中文）.
14. ↑  . 每日经济新闻. 2023-04-08  [2023-04-08]. （原始内容存档于2023-04-15） （中文）.
15. ↑  Linton, P. B. . American Journal of Law & Medicine 15 (2–3). 1989: 227–33. PMID 2690604.
16. ↑  Interactive maps comparing U.S. abortion restrictions by state （页面存档备份，存于）, LawServer
17. ↑  . Guttmacher Institute. March 1, 2022  [2022-05-03]. （原始内容存档于2022-07-11）.
18. ↑  . CBSNewYork. January 22, 2019  [2022-05-03]. （原始内容存档于2021-08-13）.
19. ↑  Russo, Amy. . Huffington Post. January 23, 2019  [2022-05-03]. （原始内容存档于2019-02-17）.
20. ↑  . Center for Disease Control and Prevention. November 21, 2012  [August 8, 2013]. （原始内容存档于2022-07-10）.
21. ↑  Jones, Rachel K.; Kooistra, Kathryn.  (PDF). Perspectives on Sexual and Reproductive Health. March 2011, 43 (1): 41–50  [December 8, 2017]. PMID 21388504. doi:10.1363/4304111. （原始内容 (PDF)存档于2022-07-12）.
22. ↑  Jones, Rachel K.; Witwer, Elizabeth; Jerman, Jenna. . September 2019  [December 12, 2020]. doi:10.1363/2019.30760. （原始内容存档于2022-07-12）.
23. ↑  Bankole, Akinrinola; Singh, Susheela; Haas, Taylor. . International Family Planning Perspectives. 1998, 24 (3): 117–27, 152  [2022-05-03]. JSTOR 3038208. doi:10.2307/3038208. （原始内容存档于2006-01-17）.
24. ↑  Finer, Lawrence B.; Frohwirth, Lori F.; Dauphinee, Lindsay A.; Singh, Susheela; Moore, Ann M.  (PDF). Perspectives on Sexual and Reproductive Health. September 2005, 37 (3): 110–8  [2022-05-03]. JSTOR 3650599. PMID 16150658. doi:10.1111/j.1931-2393.2005.tb00045.x. （原始内容 (PDF)存档于2006-01-17）.
25. ↑  Torres, Aida; Forrest, Jacqueline Darroch. . Family Planning Perspectives. Jul–Aug 1988, 20 (4): 169–76. JSTOR 2135792. PMID 3243347. doi:10.2307/2135792. Some 42 facilities were originally invited to participate in the study; these include six at which a relatively large number of late abortions (those at 16 or more weeks' gestation) were performed.
26. ↑  Jeffrey Jones. . Gallup. June 11, 2018  [2022-05-03]. （原始内容存档于2022-07-06）.
27. ↑  . Gallup poll. June 22, 2007  [2022-05-03]. （原始内容存档于2017-09-15）.
28. ↑  . June 13, 2018  [2022-05-03]. （原始内容存档于2022-07-07）.
29. ↑  . Now 新聞.   [2022-05-03]. （原始内容存档于2022-07-06） （中文（香港））.